# Hybrid-Spaltblume
Die Hybrid-Spaltblume (Schizanthus × wisetonensis) ist eine Pflanzenart aus der Gattung Schizanthus in der Familie der Nachtschattengewächse (Solanaceae).

## Merkmale
Die Hybrid-Spaltblume ist eine einjährige Pflanze, die Wuchshöhen von 70 bis 90 Zentimeter erreicht. Sie ist oft mit schwarz- bis braunköpfigen Drüsenhaaren und Borsten bedeckt. Die Blätter sind fiederschnittig bis gefiedert und messen 7 bis 19 × 3 bis 6 Zentimeter. Die Staubblätter sind so lang wie die Kronröhre oder kürzer. Die Krone ist rot oder violett gefärbt, der mittlere Zipfel der Oberlippe hat gelbe Flecken auf dunkelviolettem oder rotem Grund. Die Kronröhre ist kürzer als die Kelchzipfel.
Blütezeit ist von Juli bis September.

## Systematik
Die Hybrid-Spaltblume ist eine Hybride. Sie ist um 1900 in Europa in Kultur aus einer Kreuzung von Schizanthus grahamii und Schizanthus pinnatus entstanden.

## Nutzung
Die Hybrid-Spaltblume wird verbreitet als Zierpflanze für Sommerblumenbeete und als Topfpflanze genutzt. Die sehr formenreiche Sippe ist die wichtigste ihrer Gattung. Es gibt zahlreiche Sorten. Die Compakta-Sortengruppe wird nur 30 bis 40 Zentimeter hoch.

## Belege
- Eckehardt J. Jäger, Friedrich Ebel, Peter Hanelt, Gerd K. Müller (Hrsg.): Rothmaler Exkursionsflora von Deutschland. Band 5: Krautige Zier- und Nutzpflanzen. Spektrum Akademischer Verlag, Berlin Heidelberg 2008, ISBN 978-3-8274-0918-8.